# Kiviuq (satélite)
Kiviuq, também conhecido como Saturno XXIV, é um satélite natural prógrado de Saturno. Foi descoberto por Brett J. Gladman em 2000, e recebeu a designação provisória S/2000 S 5. Foi nomeado em agosto de 2003 a partir de Kiviuq, um gigante da mitologia inuíte.
Kiviuq tem cerca de 16 km de diâmetro, e orbita Saturno a uma distância média de 11 311 100 km em 449,13 dias, com uma inclinação de 48,525° e uma de excentricidade de 0,1642.
Kiviuq apresenta cores vermelho-claras e seu espectro infravermelho é similar ao de Siarnaq e Paaliaq, o que pode significar origem comum na quebra de um corpo maior.
Em 15 de julho de 2010, a sonda Cassini-Huygens tomou dados de curva de luz de uma distância de 9,3 milhões de quilômetros.